# Solčiansky háj
Solčiansky háj je přírodní rezervace v katastrálním území obce Solčany v okrese Topoľčany v Nitranském kraji na Slovensku. Území bylo vyhlášeno v roce 1984 a jeho rozloha je 7,07 hektaru. Předmětem ochrany je geomorfologicky, biologicky a krajinářsky významý prostor pohoří Tribeč se zachovalými přirozenými doubravami, lesostepními a skalními společenstvy na kyselých půdách.